# 孙庄街道
孙庄街道，原为南城街道，是中华人民共和国江苏省南通市海安市下辖的一个街道办事处。
2015年6月26日，江苏省人民政府批复同意撤销海安镇，以原海安镇南海居委会和营溪、界河、孙庄、黄柯、夏岔、祖师庙、银杏、韩庄、谢庄、仁桥、陈港、海南、通学桥13个村委会区域，设立海安县南城街道办事处，办事处驻南海居委会镇南路660号。
2020年5月，将南城街道更名为孙庄街道。

## 行政区划
孙庄街道下辖以下村级行政区划单位：
南海社区、通学桥社区、海南社区、祖师庙社区、银杏村、谢庄村、韩庄村、仁桥村、陈港村、夏岔村、孙庄村、黄柯村、界河村和营溪村。